# 手長足長

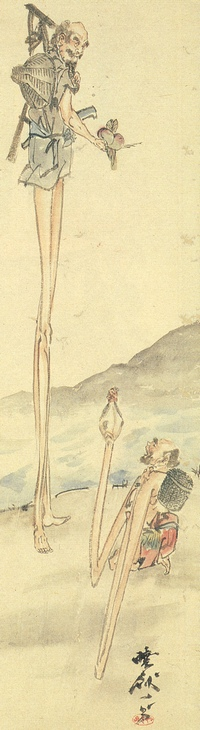
『手長足長図』河鍋暁斎・画

手長足長（てながあしなが）は、秋田県、山形県、福島県、長野県、福井県などに伝わる伝説・昔話に登場する巨人。

## 概要
その特徴は｢手足が異常に長い巨人｣で各地の伝説は共通しているが、手足の長い一人の巨人、または夫の足（脚）が異常に長く妻の手（腕）が異様に長い夫婦、または兄弟の巨人とも言われ、各地で細部は異なることもある。手の長いほうが「手長」足が長いほうが「足長」として表現される。

## 各地の社伝、昔話

### 秋田・山形
秋田では鳥海山に棲んでいたとされ、山から山に届くほど長い手足を持ち、旅人をさらって食べたり、日本海を行く船を襲うなどの悪事を働いていた。鳥海山の神である大物忌神はこれを見かね、霊鳥である三本足の鴉を遣わせ、手長足長が現れるときには「有や」現れないときには「無や」と鳴かせて人々に知らせるようにした。山のふもとの三崎峠が「有耶無耶の関」と呼ばれるのはこれが由来とされる。それでも手長足長の悪行は続いたため、後にこの地を訪れた慈覚大師が吹浦（山形県鳥海山大物忌神社）で百日間祈りを捧げた末、鳥海山は吹き飛んで手長足長が消え去ったという。また消えたのではなく、大師の前に降参して人を食べなくなったともいわれ、大師がこの地を去るときに手長足長のために食糧としてタブノキの実を撒いたことから、現在でも三崎山（にかほ市小砂川地域）にはタブノキが茂っているのだという。

### 福島
福島の会津若松に出現したとされる手長足長は、病悩山（びょうのうざん、やもうさん、わずらわしやま。磐梯山の古名）の頂上に住み着き、会津の空を雲で被い、その地で作物ができない状態にする非道を行い、この状態を長期にわたり続けたという。その地を偶然訪れた旅の僧侶がことの事情を知り、病悩山山頂へ赴き、手長足長を病悩山の頂上に封印し、磐梯明神として祀ったとされている。このことをきっかけに、病悩山は磐梯山と改められ、手長足長を封印した旅の僧侶こそ、各地を修行中の弘法大師（空海）だったと言われている。

### 福井
福井の雄島にある大湊神社には、安島に最初に住んでいたのが手長と足長だったと伝わる。足長が手長を背負って海に入り、手長が貝のフンをその長い手で海に入れ、魚をおびき寄せ獲って暮らしていたという。

## 神仙としての手長・足長
上記のような荒ぶる巨人としての存在とは別に、神・巨人・眷属神としての手長足長、不老長寿の神仙としての手長足長もみられる。
室町時代に編纂された『大日本国一宮記』によると、壱岐（長崎県）では天手長男神社が国の一の宮であった とされ、天手長男（あめのたながお）神社と天手長比売（あめのたながひめ）神社の2社が存在していた。
長野の上諏訪町（現・諏訪市）では、手長足長は諏訪明神の家来とされており、手長と足長の夫婦の神であるといわれ、手長足長を祀る手長神社、足長神社が存在する。この二社は記紀神話に登場している出雲の神である奇稲田姫（くしなだひめ）の父母・足名稚（あしなづち）と手名稚（てなづち）が祭神とされているが、それは巨人ではないかという説、ユダヤ系人物ではないかという説がある。また、建御名方神（たけみなかたのかみ）が諏訪に侵入する以前に、諏訪を支配していた神の一つで、洩矢神（もりやのかみ）と共に建御名方神と戦ったとされる。
これら社寺に関連する「てなが（手長）」という言葉について柳田國男は、中世ころまで給仕者や従者を意味していた「てなが」という言葉が先にあり、「手の長い」巨人のような存在となったのは後の時代でのことであろうと推測している。

### 中国からの伝播
『大鏡』（11世紀末成立）第3巻「伊尹伝」（これただ/これまさ・でん）には、硯箱（すずりばこ）に蓬萊山・手長・足長などを金蒔絵にして作らせたということが記されており、花山院（10世紀末）の頃には、空想上の人物たる手長・足長が認知されていたことがわかる。これは王圻『三才図会』などに収録されている中国に伝わる長臂人（ちょうひじん）・長股人（ちょうこじん）（足長手長）を神仙図のひとつとして描くことによって天皇の長寿を願ったと考えられる。天皇の御所である清涼殿にある「荒磯障子」に同画題は描かれており、清少納言の『枕草子』 にもこの障子の絵についての記述が見られる。

## 文化
物語文学のひとつである絵巻物『宇治橋姫物語絵巻』には、主人公のひとりである中将を取り囲んで現われる異形の存在（「色々の姿したる人々」）として、みるめ・かぐはな・手なが・あしながという名が文章上では挙げられている。
岐阜県高山市の飛騨高山祭の山車（だし）装飾、市内の橋の欄干の彫刻など手長足長のモチーフが多く見られる。これは嘉永年間の宮大工が彫刻を手名稚と足名稚として高山祭屋台に取り付けたものが由来 とされている。手長足長に神仙としてのイメージと、『山海経』や『異国物語』あるいは浮世絵などの絵画作品を通じての異民族・妖怪としてのイメージ、双方からのイメージが江戸時代後期には出来上がっていることがわかる。

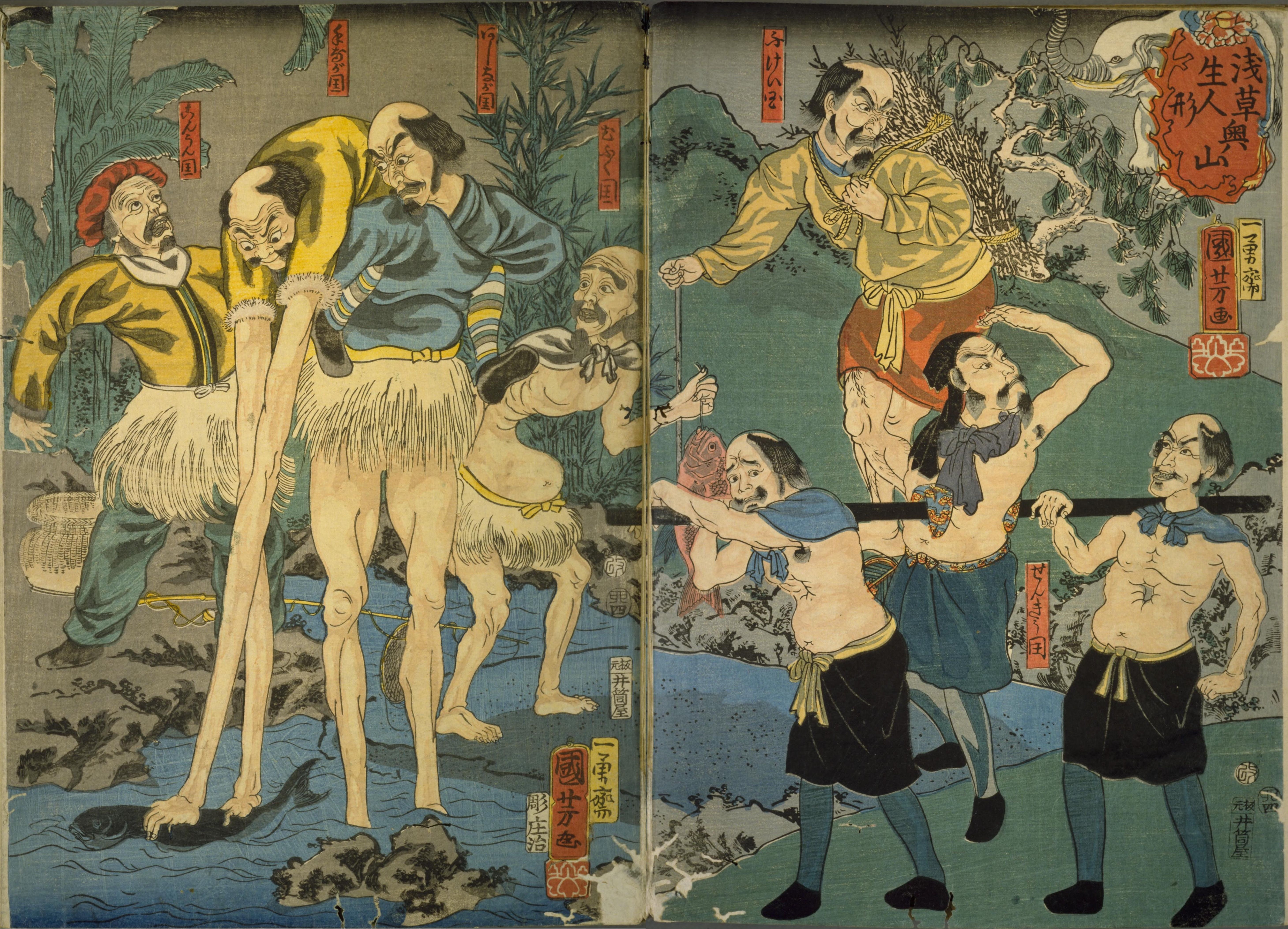
「浅草奥山生人形」歌川国芳　安政2年
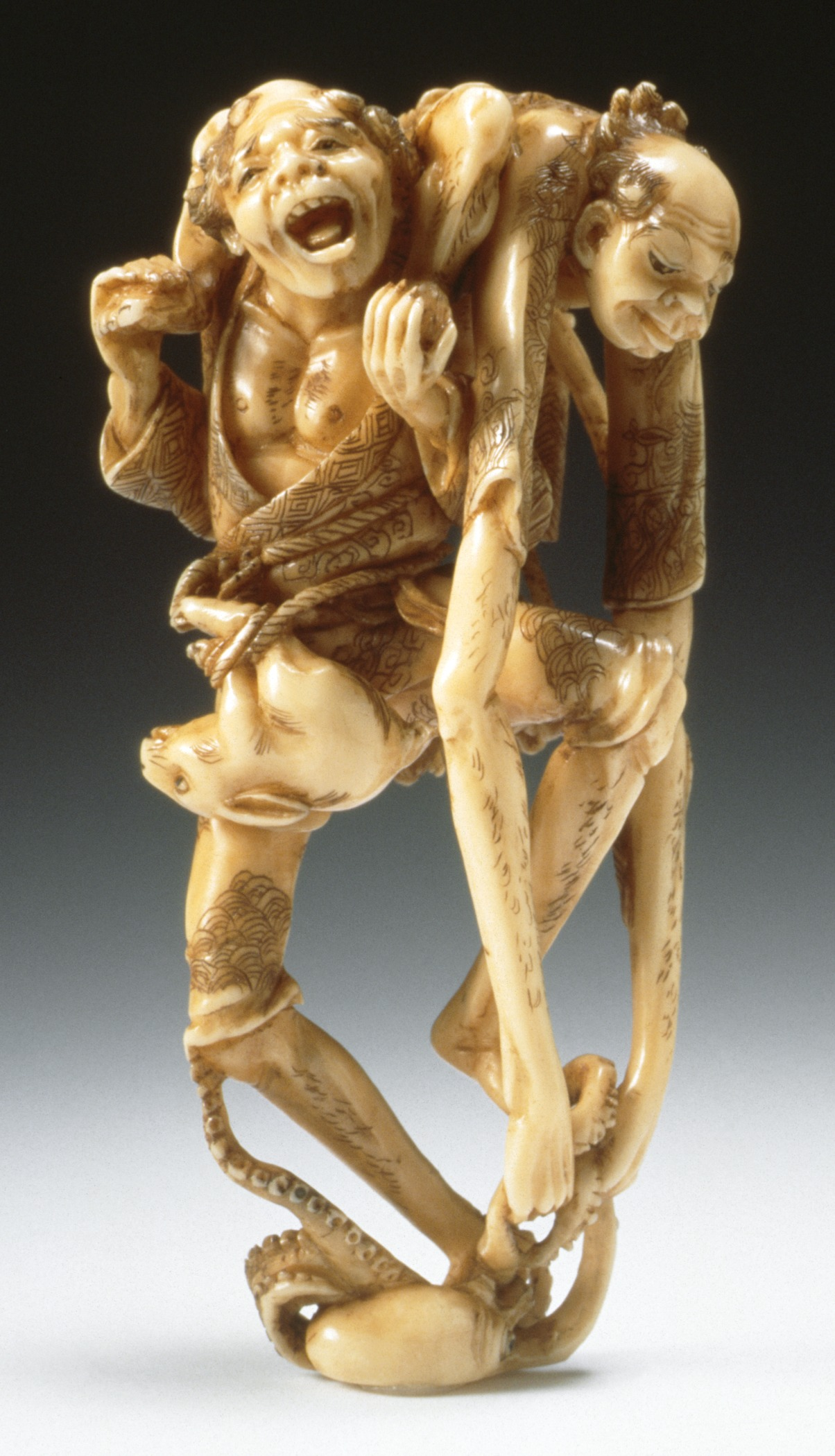
根付けHideaki (or Shūmei)　19th
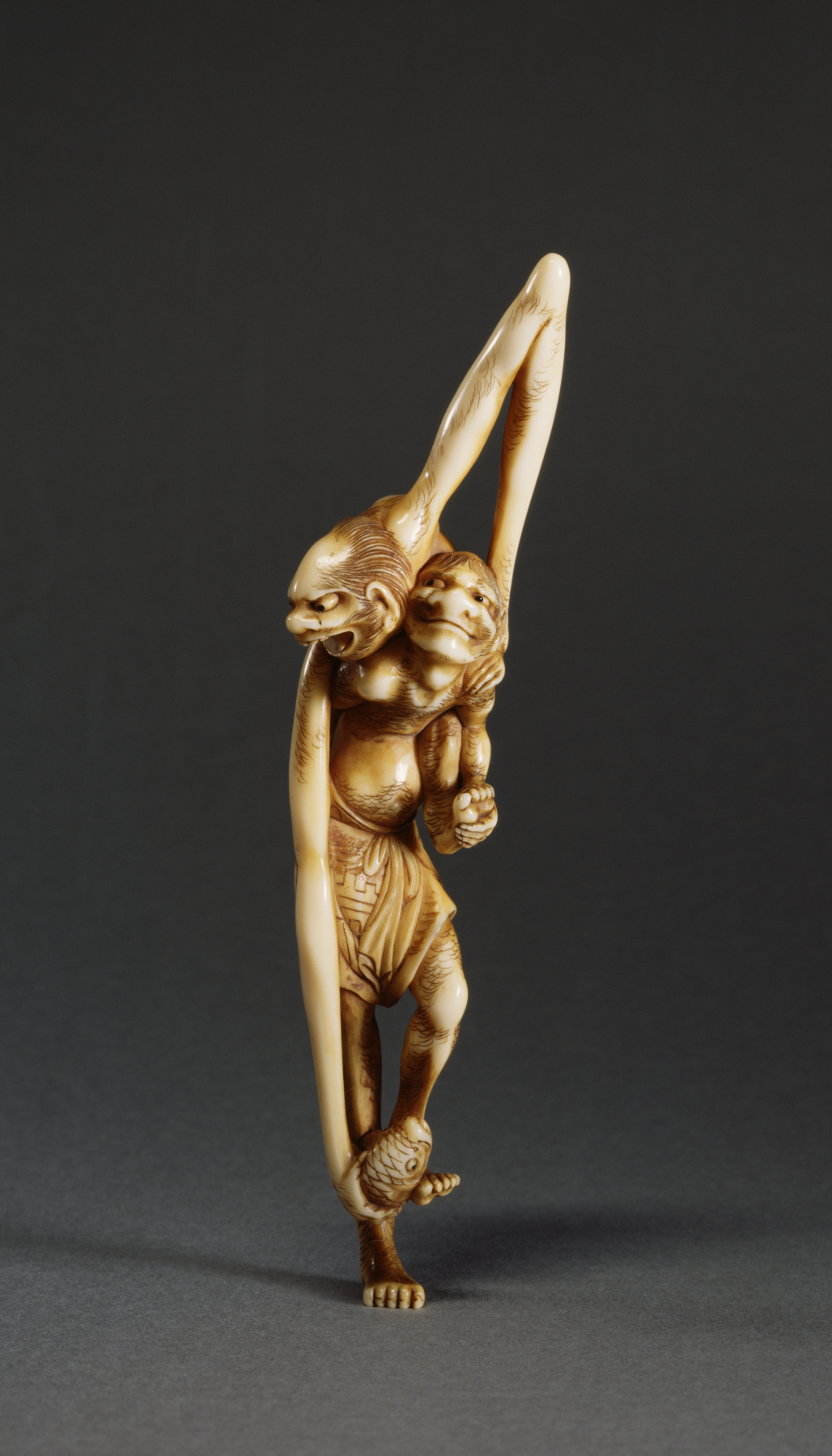
根付け　Matsushige　18th
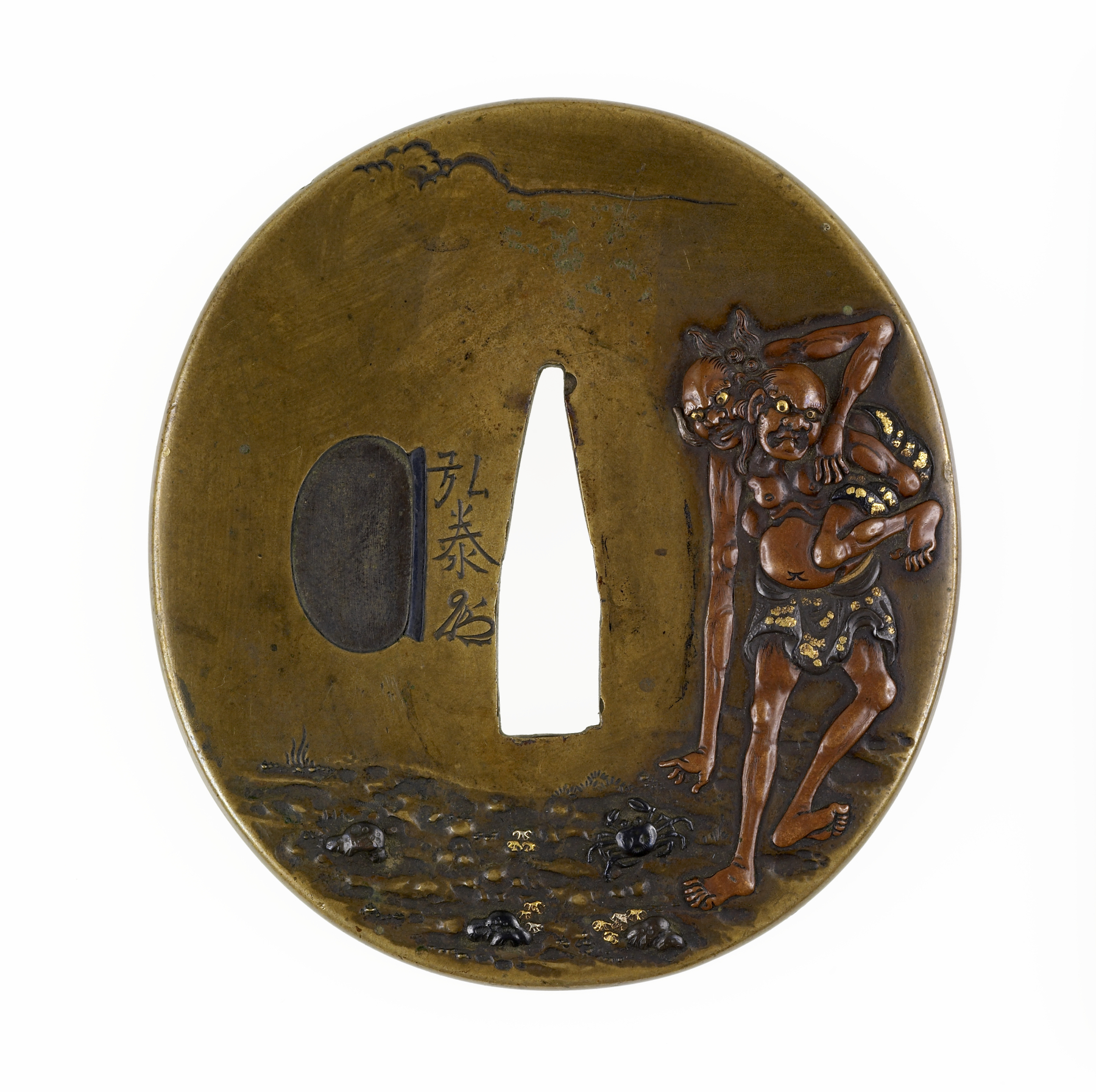
鍔　Unryôsai Hiroyasu　19th